# Henri Focillon
Henri Focillon (Dijon, 7 de setembre de 1881 - New Haven, 1943) va ser un historiador de l'art francès, especialista a l'edat mitjana. Va tenir una sòlida formació clàssica i humanística, manifestant aviat una decidida vocació per la Història de l'Art.
Les seves aportacions teòriques són fonamentals dintre de la historiografia artística, ja que al costat de l'historiador Heinrich Wölfflin és un dels principals introductors del mètode d'anàlisi formalista. Entre les seves obres, destaquen Piranesi (1918), Hokusai (1924), El arte de los escultores románicos (1931), La vida de las formas (1934), El arte de Occidente (1938) i El año mil (1942).
Focillon va renovar els estudis de la seva especialitat en unir una sòlida preparació arqueològica a una rigorosa anàlisi estètica i un profund estudi de les formes artístiques. La seva tesi doctoral va versar sobre l'obra de Giovanni Piranesi i el gravat del segle xviii a Venècia i Roma. L'inici del seu magisteri ho va fer a Lió, en la càtedra d'art modern del qual va substituir a E. Bertaux. Des de les seves càtedres de La Sorbona (1925), del Collège de France (1938) i de la Universitat Yale, als Estats Units (des del 1939), on va partir obligat per la segona Guerra Mundial, va exercir gran influència en un gran conjunt de posteriors historiadors entre els quals destaquen George Kubler.

## Obra
Henri Focillon a la Vie des Formes (edic. castellana, Buenos Aires, 1947) recull les lleis biològiques de Spengler i veu les formes artístiques sotmeses a un procés de desenvolupament biològic amb fases d'infància, maduresa i senectut. Per a Focillon els estils evolucionen seguint un desenvolupament, que des del mètode de recerca formalista es divideixen en quatre fases: 
- Preclàssic
- Clàssic
- Manierisme
- Barroc.

Entre les seves obres, la que més gran influència va exercir al camp dels estudis d'Història de l'Art va ser L'escultura romànica. Investigacions sobre la història de les formes. De la mateixa generació que Roberto Longhi i Arnold Hauser, Henri Focillon traça en aquest estudi la base metodològica de l'anàlisi formal de l'art, entenent aquesta anàlisi com debat de cinc paràmetres fonamentals: 
- formes
- espai
- matèria
- esperit
- temps.

A l'any mil, Focillon planteja una crisi mil·lenarista que va haver d'embolcallar Europa a la fi del segle X i que va tenir com a repercussió una iconografia apocalíptica i una profunda religiositat. Aquesta va ser causada per la por que anticipa el llibre de Sant Joan que profetitza que en mil anys havia de succeir l'Apocalipsi.

## Llei d'Adaptació al Marc i Llei de l'Esquema Geomètric
Destaca l'enunciació de dues lleis fonamentals per a la crítica de l'art medieval.
- La Llei d'Adaptació al Marc, sosté que l'escena escultòrica s'adapta sense objeccions al mateix espai que l'arquitectura havia deixat a aquest fi, ja siguin timpans,  arquivoltes o capitells. Hem de relacionar aquest fet amb la visió neoplatònica que de l'art té l'Edat mitjana, per damunt de tot l'escolàstica i Sant Agustí, que pensen que representar el món sensible és una vel·leïtat herètica, ja que tot lo sensible no és més que un engany als nostres ulls.
- La segona norma que proposa Focillon és la submissió a un Esquema Geomètric, de manera que les escenes queden sempre enquadrades en marcs o esquemes que responen a formes geomètriques senzilles.

Tot això ha de ser entès com una conseqüència d'imitar models artístics, sobretot perses i romans d'Orient, i no d'una experimentació sobre el model natural que serà el que facin els artistes gòtics. Així al romànic, no es produeixen les obres per a un gaudi sensible, si no que es tracta d'incidir sobre l'intel·lecte mitjançant esquemes racionals.
Si el mètode iconològic patrocinat per Erwin Panofsky s'interessava pel significat literari de l'art i el sociològic per les relacions de dependència entre l'art i el seu context amb l'escultura romànica, Focillon proposa de ressaltar els valors que són propis i exclusius de les arts plàstiques. Amb això la història de l'art deixa de ser una ciència auxiliar de la història, de la literatura o de la sociologia per convertir-se en una veritable ciència de les formes.
Els historiadors de l'art que allarguen la tendència formalista són: Roger Fry, Clive Bell i Bernard Berenson.

## Obres
- Giovanni-battista Piranesi (1918)
- L'art bouddhique, Coll. Art et Religion, Paris, Henri Laurens Editeur (1921)
- Hokusai (1924)
- La peinture au XIXe et XXe siècles (1927-1928)
- De Callot à Lautrec. perspectives de l'art français
- L'art bouddhique, Coll. Art et Religion, Paris, Henri Laurens Editeur (1921)
- Art des sculpteurs romans (1932)
- Art d'occident 1 : Moyen Âge roman et gothique
- Art d'occident 2 : Moyen Âge gothique (1938)
- Moyen Age. Survivances et réveils (1943)
- El año mil.  Ediciones Altaya, 1997. ISBN 978-84-487-0730-9.
- Arte de Occidente: la Edad Media románica y gótica.  Alianza Editorial, 1988. ISBN 978-84-206-7069-0.
- La escultura románica: investigaciones sobre la historia de las formas.  Ediciones Akal, 1986. ISBN 978-84-7600-150-9.
- La vida de las formas y elogios de la mano.  Xarait Libros, 1983. ISBN 978-84-85434-19-0.